# メルヴィル島 (オーストラリア)

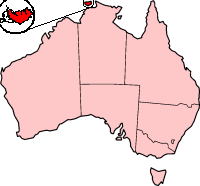
メルヴィル島の位置

メルヴィル島(メルヴィルとう、Melville Island)はオーストラリアのノーザンテリトリーに属する島。主府ダーウィンの約80km北方に位置する。面積は約5,786km2あり、オーストラリアでタスマニア島に次いで広い島である。バサースト島と共にティウィ諸島を形成する。
1644年、オランダの探検家、アベル・タスマンがヨーロッパ人として初めてメルヴィル島を発見したといわれている。
1818年、イギリス人のフィリップ・パーカー・キングが探検した。キングは、当時海軍大臣だった第2代メルヴィル子爵ロバート・ダンダスにちなみ命名した。
- 名称が類似のメルヴィル山地はクイーンズランド州北部にあるメルビル岬にある。